# Slack key guitar
La slack key guitar o simplement slack key és un tipus de guitarra, sense trasts, originària de les illes Hawaii, denominada en hawaià ki hōalu.

## Origen
El seu nom fa referència a una de les seves característiques: Partint de l'afinació clàssica de la guitarra, s'"afluixen" ("slacking") una o dues cordes, fins a formar un acord amb les cordes a l'aire, normalment sol major. S'atribueix l'origen d'aquesta tècnica a la música dels "paniolos" o espanyols, nom que se li va donar a les illes als vaquers que, cap al 1810, va portar a Hawaii l'ajudant del rei Kamehameha I des de Mèxic per impulsar la ramaderia. Ells van introduir la guitarra i la tècnica que va originar l'estil slack key, encara que alguns autors estableixen influències continentals posteriors. Posteriorment el 1879, va arribar a les illes el cavaquinho, la petita guitarra portuguesa de quatre cordes, que alguns autors diuen que va donar forma a l'instrument propi hawaià, l'ukelele, encara que els nadius mantenen que l'ukulele era un instrument que ells ja tenien molt de temps abans que arribessin els de Madeira amb el cavaquinho.

## Característiques
Tot i que actualment l'acord usual d'afinació és el sol major, històricament cada família posseïa els seus propis acords: 
| « | No era qüestió d'afinar a casa dels Beamer amb el mateix acord que a casa dels Painhui (Cyrill Lefebvre) | » |

La necessitat de desenvolupar noves afinacions, va produir innovacions que aprofitaven al màxim els harmònics obtinguts en l'instrument, fins al punt d'utilitzar artificis com introduir una agulla per sota de la rosassa, a l'altura de l'últim trast, lligada a un fil que el guitarrista maneja amb la boca. Cap a finals del segle xix, Joseph Kekuku va introduir la tècnica de lliscar sobre les cordes un tub de vidre, el que va produir el so típic de "guitarra hawaiana". Els grans intèrprets de guitarra slak-key de principis del segle xx, com Sol Hopii o King Benny nawahi, que van exportar aquesta tècnica als Estats Units. D'aquesta manera, el  slak-key  va influenciar profundament als intèrprets de blues, i als seus estils de guitarra (fingerpicking, bottleneck…). Més influència encara van tenir en el naixent del country, amb l'aparició d'un instrument propi basat en la tècnica hawaiana, la Pedal Steel Guitar.

## Músics
L'època daurada del  slack key  abasta fins a finals dels anys 1940, amb músics de renom com Leonard Kwan, Fred Punahoa, Raymond Kane i, sobretot, Gabby "Pops "Pahinui, que va obtenir un gran èxit amb els seus enregistraments el 1947. Pahinui va gravar posteriorment amb Ray Cooder.
Posteriorment, el gènere va ser comercialitzat de mica en mica, fins a convertir-se en música ambient. No obstant això, el desenvolupament de nous corrents influïdes pel pop i el reggae, han impulsat el redeScubriment dels vells guitarristes, i l'aparició d'un bon nombre de joves figures: George Kuo, Moses Kahumoku, Ledward Kaapana, James "Bla" Pahinui (fill del gran Gabby) i Keola Beamer, hereu d'una família de gran tradició a l'entorn slack-key.
El pianista de new age, George Winston ha desenvolupat molts treballs teòrics i pràctics sobre aquest estil, recopilant i transcrivint un gran nombre d'acords oberts, utilitzats freqüentment a Hawaii.